# Columnea flava
Columnea flava är en tvåhjärtbladig växtart som beskrevs av Martens och Henri Guillaume Galeotti. Columnea flava ingår i släktet Columnea och familjen Gesneriaceae. Inga underarter finns listade i Catalogue of Life.